# コンパートメント TRAIN OF THOUGHT
『コンパートメント（TRAIN OF THOUGHT）』（コンパートメント　トレイン・オブ・ソウト）は、松任谷由実（ユーミン）のビデオクリップ集。撮影はグリーンバックフィルムズ、監督はストーム・トーガソン。1984年9月1日に東芝EMIからVHS（TT12-1070HI）とBeta（TT12-1070FI）で、1984年9月29日にLD（LO98-1007）とVHD（VO98-1007）で、1985年に8mm（8T98-1001）でリリースされた。1985年にはアメリカ・カナダ・イギリスなどでも発売され、初の海外進出を果たした。1988年6月5日にVHS（TT48-1240HI）とBeta（TT48-1240FI）のみ低価格（4,800円）にて再リリース。2002年7月17日に5.1chサラウンドDVDでリリース（TOBF-5147）。DVD化の際、トーガソンによるアートワークのリニューアルと彼のインタビューを追加収録。2004年11月10日に期間限定で低価格（2,940円）にて再リリース（TOBF-5349）。

## 解説
- ロンドン、ヴェネツィア、ウェールズロケ。
- キャッチコピーは「すべてのドアがミステリアス。ユーミンだから、閉じることのできない 映像がここに。」 。
- 富士フイルム「フジビデオテープスーパーHG HiFi」のCMには「DANG DANG」「DESTINY」の映像が使用された。アルバム『時のないホテル』には本作と同タイトルの曲が収録されているが、本作には未収録。

## 収録曲
1. ―Prologue―
2. 街角のペシミスト～ツバメのように Pessimist
3. 経（ふ）る時 Time Passing
4. ハートブレイク Heart Break
5. 時のないホテル Hotel Without Time
6. DANG DANG
7. ツバメのように Like A Swallow
8. DESTINY
9. 不思議な体験 Mysterious Experience
10. Storm Thorgerson INTERVIEW （DVDのみ）

- 作詞・作曲：松任谷由実（#2～#9）　編曲：松任谷正隆（#2～#9）